# Denkmalgeschützte Objekte im Bezirk Scheibbs
Im Bezirk Scheibbs bestehen 319 denkmalgeschützte Objekte. Die unten angeführte Liste führt zu den Gemeindelisten und gibt die Anzahl der Objekte an.
| Gemeindeliste            | Objektzahl |
| ------------------------ | ---------- |
| Gaming                   | 63         |
| Göstling an der Ybbs     | 41         |
| Gresten                  | 24         |
| Gresten-Land             | 2          |
| Lunz am See              | 17         |
| Oberndorf an der Melk    | 12         |
| Puchenstuben             | 4          |
| Purgstall an der Erlauf  | 29         |
| Randegg                  | 10         |
| Reinsberg                | 2          |
| Scheibbs                 | 59         |
| St. Anton an der Jeßnitz | 16         |
| Steinakirchen am Forst   | 9          |
| St. Georgen an der Leys  | 6          |
| Wang                     | 5          |
| Wieselburg               | 13         |
| Wieselburg-Land          | 3          |
| Wolfpassing              | 4          |
| Summe Bezirk Scheibbs    | 319        |